# Бецнер, Ник
Ник Бецнер (нем. Nick Bätzner; род. 15 марта 2000, Людвигсбург, Баден-Вюртемберг) — немецкий футболист, полузащитник немецкого клуба «Веен».

## Клубная карьера
Бецнер — воспитанник клуба «Штутгарт». В 2018 году он для получения игровой практики начал выступать за дублирующий состав. Летом 2020 года Бецнер подписал контракт с бельгийским «Остенде». 28 сентября в матче против «Генка» он дебютировал в Жюпиле лиге. 1 мая 2021 года в поединке против льежского «Стандарда» Ник забил свой первый гол за «Остенде». 